# Sargus cingulatum
Sargus cingulatum är en tvåvingeart som först beskrevs av Lindner 1968.  Sargus cingulatum ingår i släktet Sargus och familjen vapenflugor.
Artens utbredningsområde är Madagaskar. Inga underarter finns listade i Catalogue of Life.